# Iván Markó
Pour les articles homonymes, voir Marko.
Iván Markó est un danseur et chorégraphe hongrois né le 29 mars 1947 à Balassagyarmat et mort le 21 avril 2022 à Budapest.

## Biographie
Après des études de danse à l'Institut national de ballet de Budapest, Iván Markó est engagé par Maurice Béjart au Ballet du XXe siècle, où il danse de 1972 à 1979.
De retour en Hongrie, il fonde le Ballet de Győr dont il devient le directeur artistique. Chorégraphe du festival de Bayreuth depuis 1985, il travaille à la Scala, à Athènes, Vienne, etc.
De 1991 à 1993, il est maître de ballet de l'Académie de musique Rubin de Jérusalem. En 1996, il fonde le Magyar Fesztivál Ballet.